# 고조부모
고조부모는 부모의 부모의 부모의 부모를 일컫는 말이다 즉 증조할아버지의 아버지가 고조할아버지이며 반대로 아버지의 증조할아버지도 고조할아버지 및 할아버지의 할아버지도 고조할아버지이다 순서대로 아버지의 아버지의 아버지의 아버지라고 칭한다 어머니의 증조할아버지는 외고조할아버지라고 부르며 반대로 외할아버지의 할아버지도 외고조할아버지라고 부른다 고조부모의 부모는 현조부모라고 호칭한다.

## 호칭
- 아버지의 아버지의 아버지의 아버지: (친)고조부, (친)고조할아버지
- 아버지의 아버지의 아버지의 어머니 : (친)고조모, (친)고조할머니
- 아버지의 어머니의 아버지의 아버지 : 진외고조부, 진외증조할아버지
- 아버지의 어머니의 아버지의 어머니 : 진외고조모, 진외증조할머니
- 어머니의 아버지의 아버지의 아버지 : 외고조부, 외고조할아버지
- 어머니의 아버지의 아버지의 어머니 : 외고조모, 외고조할머니
- 어머니의 어머니의 아버지의 아버지 : 외외고조부, 외외증조할아버지
- 어머니의 어머니의 아버지의 어머니 : 외외고조모, 외외증조할머니
- 어머니의 어머니의 어머니의 아버지 : 외외증외고조부, 외외증외증조할아버지
- 어머니의 어머니의 어머니의 어머니: 외외증외고조모, 외외증외증조할머니

## 같이 보기
- 현조부모
- 증조부모
- 조부모
- 부모
- 시베리아호랑이
- 인도호랑이
- 수마트라호랑이
- 남중국호랑이